# 阿默灣
73°38′S 124°39′W / 73.633°S 124.650°W
阿默灣（英語：Armour Inlet）是南極洲的內灣，位於瑪麗伯德地，處於阿默半島以西的錫普爾島北面，在1947年1月由美國海軍拍攝空中照片，現時由南極條約體系管理。